# Monoporus myrianthus
Monoporus myrianthus är en viveväxtart som först beskrevs av John Gilbert Baker, och fick sitt nu gällande namn av Carl Christian Mez. Monoporus myrianthus ingår i släktet Monoporus och familjen viveväxter. Inga underarter finns listade i Catalogue of Life.